# Emanuel Fitz
Emanuel Fitz (* 1992) ist ein deutscher Schauspieler und Musiker.

## Leben
Emanuel Fitz ist der Sohn des Schauspielers und Sängers Michael Fitz aus der Künstlerfamilie Fitz. Er wuchs in München auf. Erste schauspielerische Erfahrungen machte er als Jugendlicher im Schultheater, wo er u. a. in der Hauptrolle des Stücks Des Teufels General auftrat.
2012 spielte er in dem ZDF-Krimi Hattinger und die kalte Hand, in dem sein Vater Michael Fitz die Hauptrolle des Ermittlers Hattinger hatte, mit; allerdings hatten Emanuel Fitz und sein Vater keine gemeinsamen Spielszenen. In dem Märchenfilm Die drei Federn (2014), der im August/September 2014 gedreht und im Dezember 2014 erstausgestrahlt wurde, verkörperte Fitz als Gerhard den ältesten, erstgeborenen Fürstensohn, an der Seite von Sky Dumont, Jannik Schümann und Matthias Kelle.
In der ARD-Vorabendserie Huck (Fernsehserie), die von September bis November 2015 auf Das Erste ausgestrahlt wurde, hatte Fitz eine durchgehende Serienhauptrolle; er verkörperte den sein Studium vernachlässigenden Caspar und Neffen des ermittelnden Privatdetektivs Huck (Patrick von Blume), der statt zu studieren, lieber „chillt, chattet und spielt“. In der Rosamunde-Pilcher-Verfilmung Liebe, Diebe, Diamanten (Erstausstrahlung: November 2015) war er neben seinem Vater Michael Fitz als dessen Filmsohn Fernando zu sehen.
Episodenrollen hatte er außerdem in den Fernsehserien Hubert und Staller (2013, als Tauchlehrer Timo Beyer), SOKO München (2014, als Filmsohn von Julia Jäger und Max Urlacher) und SOKO Kitzbühel (2018, als Gentechnik-Student Lorenz Paar, dessen Freundin und Studienkollegin ermordet wurde).
Seit 2020 ist Emanuel Fitz hauptberuflich als Komponist, Produzent und Sounddesigner tätig. Er ist Mitgründer der Sound-Branding-Agentur Melodui und produziert unter den Namen „Tethys“ Musik im Bereich Lofi.

## Filmografie (Auswahl)
- 2013: Hattinger und die kalte Hand – Ein Chiemseekrimi (Fernsehreihe)
- 2013: Hubert und Staller: Dünnes Eis (Fernsehserie, eine Folge)
- 2014: SOKO München: Ein schönes Mädchen (Fernsehserie, eine Folge)
- 2014: Die drei Federn (Fernsehfilm)
- 2015: Huck (Fernsehserie, Serienhauptrolle)
- 2015: Rosamunde Pilcher: Liebe, Diebe, Diamanten (Fernsehreihe)
- 2018: SOKO Kitzbühel: Schöpfung (Fernsehserie, eine Folge)
- 2018: Die Bergretter: Letzte Hoffnung (Fernsehserie, eine Folge)
- 2019: SOKO München: Fischerstechen (Fernsehserie, eine Folge)
- 2019: Die Toten von Salzburg – Mordwasser (Fernsehreihe)
- 2020: Zimmer mit Stall – Feuer unterm Dach (Fernsehreihe)
- 2020: Zimmer mit Stall – Die Waschbären sind los (Fernsehreihe)
- 2021: Zimmer mit Stall – Schwiegermutter im Anflug (Fernsehreihe)
- 2021: Zimmer mit Stall – Schwein gehabt (Fernsehreihe)